# Pennsylvania dutch country

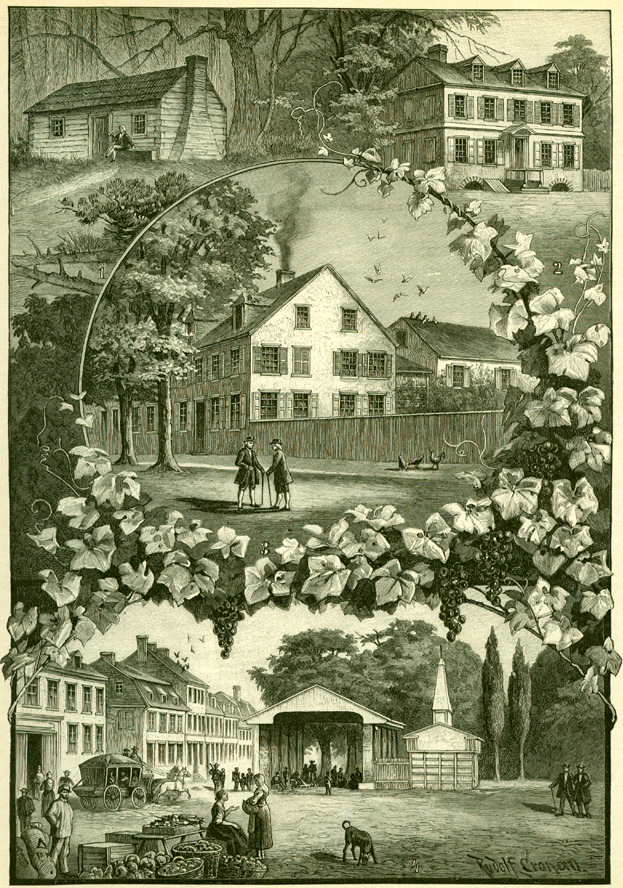
Photos du vieux Germantown. On y voit la première cabane en rondins de Pastorius qui organisa le transfert et l'installation des colons à partir de 1683, la maison ultérieure de Pastorius vers 1715, l'imprimerie et la maison de Caurs vers 1735 et la place du marché vers 1820.

Le Pennsylvania dutch Country (Contrée des Allemands de Pennsylvanie, en allemand de Pennsylvanie et en allemand standard : Deitscherei ou encore Pennsylvania Deitschland (pdc) en allemand de Pennsylvanie. Elle est aussi connue sous le sobriquet de Zone Bretzel (en). C'est une région  qui couvre la vallée du Delaware et les régions du Centre-sud (en) et du Nord-est (en) de la Pennsylvanie.
Ici « dutch » ne renvoie pas à sa signification en anglais actuel (« néerlandais ») mais à sa signification en allemand de Pennsylvanie (deitsch), c'est un archaïsme pour « deutsch » (allemand) .
Les Pennsylvania Dutch ne doivent pas être confondus avec les Dutch Americans (Hollando-Américains par simplification en français), expressions qui désignent les descendants des émigrants néerlandais et flamands.
Dans les publications touristiques et en français dans les médias, les mots « Amish » et « Pays amish »sont fréquemment abusivement employés pour désigner les Deitsche et la Deitscherei alors qu'ils n'en représentent qu'une partie.
Des colons protestants en provenance du Palatinat rhénan (dutch Palatine) se sont installés dans cette région à partir de 1600. Cette immigration s'est prolongée jusqu'au XXe siècle, renforcée par d'autres germanophones : Alllemands, Suisses, Alsaciens de toutes confessions chrétiennes et juive (Germano-américains).
Le terme de dutch Country a été utilisé au milieu du XXe siècle pour décrire cette région de culture allemande originale, mais au cours des dernières décennies, la composition de la population a changé et l'expression est surtout utilisée désormais dans un contexte touristique.
Le Greater Pennsylvania Dutch Country (en allemand de Pennsylvanie : Die Breet-Deitscherei (The Broad Dutchery) fait référence à cette région particulière de Pennsylvanie, mais comprend en plus d'autres petits groupements issus de germanophones de Pennsylvanie établis dans les États de  New York, du Delaware, du Maryland, de l'Ohio, de Virginie-Occidentale, de Caroline du Nord, d'Indiana, d'Illinois, du Wisconsin, de Virginie et de la province canadienne de l'Ontario,,.
Les Allemands constituent aussi la plus importante origine nationale de la population globale actuelle des Etats-Unis (12,3%).

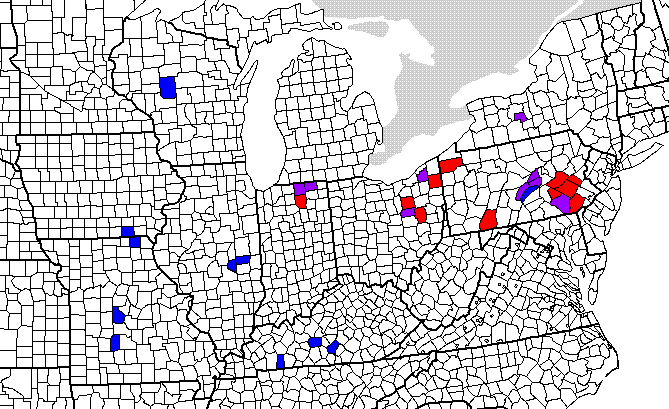
Greater Pennsylvania dutch country : en bleu, les vingt comtés avec la plus grande proportion de locuteurs allemands, en rouge les vingt comtés avec le plus grand nombre de locuteurs allemands (les comtés pourpres sont à la fois rouges et bleus).

## Peuplement européen
William Penn et les Quakers avaient défini leurs propres règles pour la colonisation de la Pennsylvanie parmi lesquelles se trouvaient la liberté religieuse et le commerce équitable avec les Amérindiens. Ces prédispositions tolérantes menèrent à des relations plus saines avec les tribus amérindiennes (principalement les Lenapes et les Andastes) que n'en avaient les autres colonies.

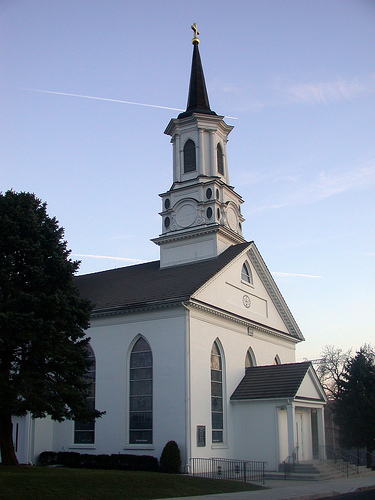
Most Blessed Sacrament Church, Bally, PA bâtie en 1743. C'est le plus ancien lieu de dévotion catholique encore existant des Treize colonies. Bally, autrefois Gossenhoppen a été fondé par des colons allemands, mennonites et catholiques.

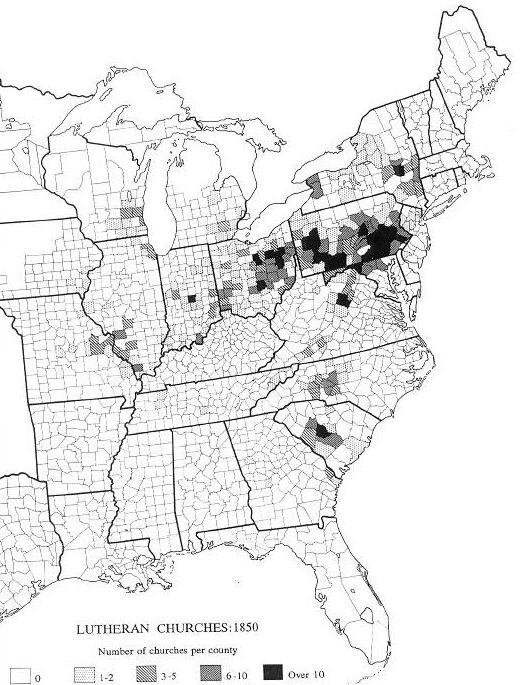
Carte de recensement de 1850 montrant la population luthérienne composée essentiellement d'Allemands à l'époque.

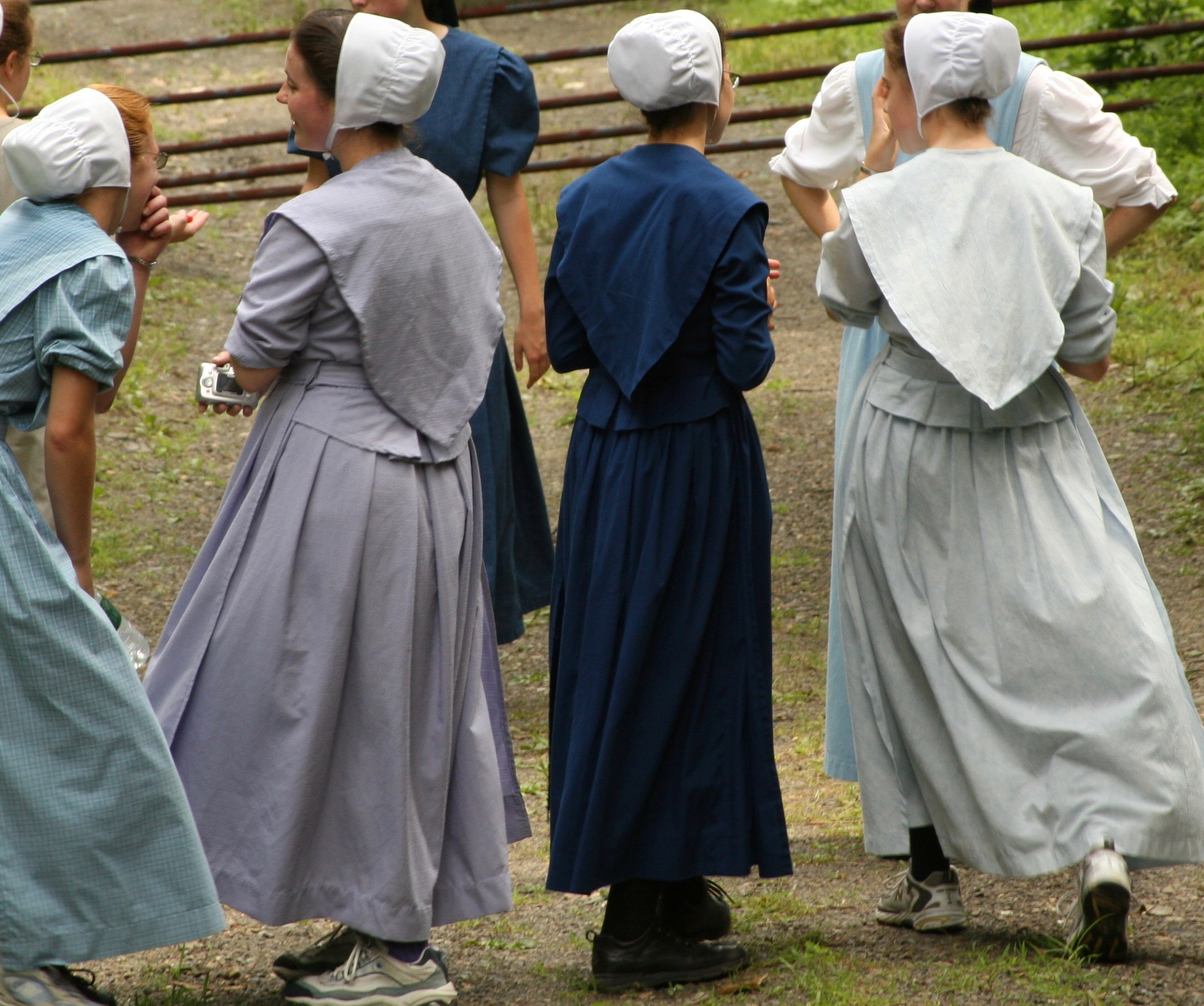
Jeunes femmes d'obédience « Frères de la Rivière », 2006.

Des vagues de colons du Palatinat rhénan se sont installés dans la province de New York et la province de Pennsylvanie. Les premiers Palatins sont arrivés à la fin des années 1600, mais la majorité est venue tout au long des années 1700 ; ils étaient connus collectivement sous le nom de Dutch Palatine. Beaucoup de leurs descendants se sont installés dans d'autres États, dont l'Indiana et l'Ohio,. À partir de la Révolution américaine au XVIIIe siècle, la région attire de nombreux germanophones originaires de Suisse et de Rhénanie (Allemagne). Il s'agit principalement de luthériens et de piétistes luthériens mais on compte aussi des calvinistes notamment alsaciens, des Frères moraves, des Frères de Schwarzenau (en), des anabaptistes : mennonites, Amish, Frères de la Rivière et d'autres confessions chrétiennes d'origine allemande. Des catholiques s'installent autour des premières missions jésuites à Conewago près de Hanover et de Goshenhoppen, maintenant connu sous le nom de Bally. Longtemps, le terme « palatine » a signifié germano-américain.
Germantown, fondée en 1683 à proximité de Philadelphie par des familles de Palatins, Piétistes, Quakers et Mennonites sous l'impulsion de Francis Daniel Pastorius, est une bonne illustration de cet esprit. Germantown vit la première manifestation américaine contre l'esclavage colonial en 1688. La première colonie mixte Européens-Amérindiens des treize Colonies fut fondée en 1772 par des Frères moraves palatins et lenapes à Punxsutawney, PA.

D'autres Palatins sont arrivés au cours des années 1800 ; beaucoup ont choisi de vivre dans de grandes villes industrielles telles que Germantown, Philadelphie et Pittsburgh, tandis que d'autres, à la recherche de grandes étendues de bonnes terres agricoles, ont déménagé dans les États du Midwest où ils ont construit de nouveaux établissements dans les régions fertiles de l'Illinois, de l'Indiana et de l'Ohio.

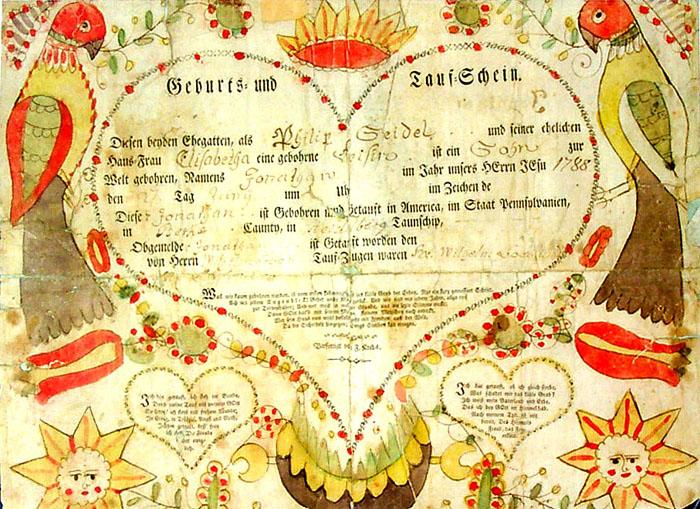
Certificat de naissance et de baptême d'un Jonathan Geidel rédigé en haut-allemand et écrit en gothique, Pennsylvannie, 1788.

Les Palatine Dutch de New York et de Pennsylvanie ont continué à utiliser leur langue pour se distinguer des vagues ultérieures (après 1830) d'immigrants germanophones aux États-Unis. Les Pennsylvania Dutch se désignaient eux-mêmes sous le nom de Deitsche, tandis que les nouveaux immigrants des pays et territoires germanophones étaient appelés Deitschlenner (Deutschländer en allemand standard) qui pourrait se comprendre comme « Allemands européens ». Ils étaient considérés comme un groupe distinct,. Ces Deutschländer ont immigré en Pennsylvanie, où beaucoup se sont fait connaître dans les affaires de l'église, les journaux et les affaires urbaines,. Plus tard, après la création du second Empire allemand en 1871, le terme « Dutch » a commencé à être utilisé pour identifier les habitants du Pennsylvania dutch country,,.

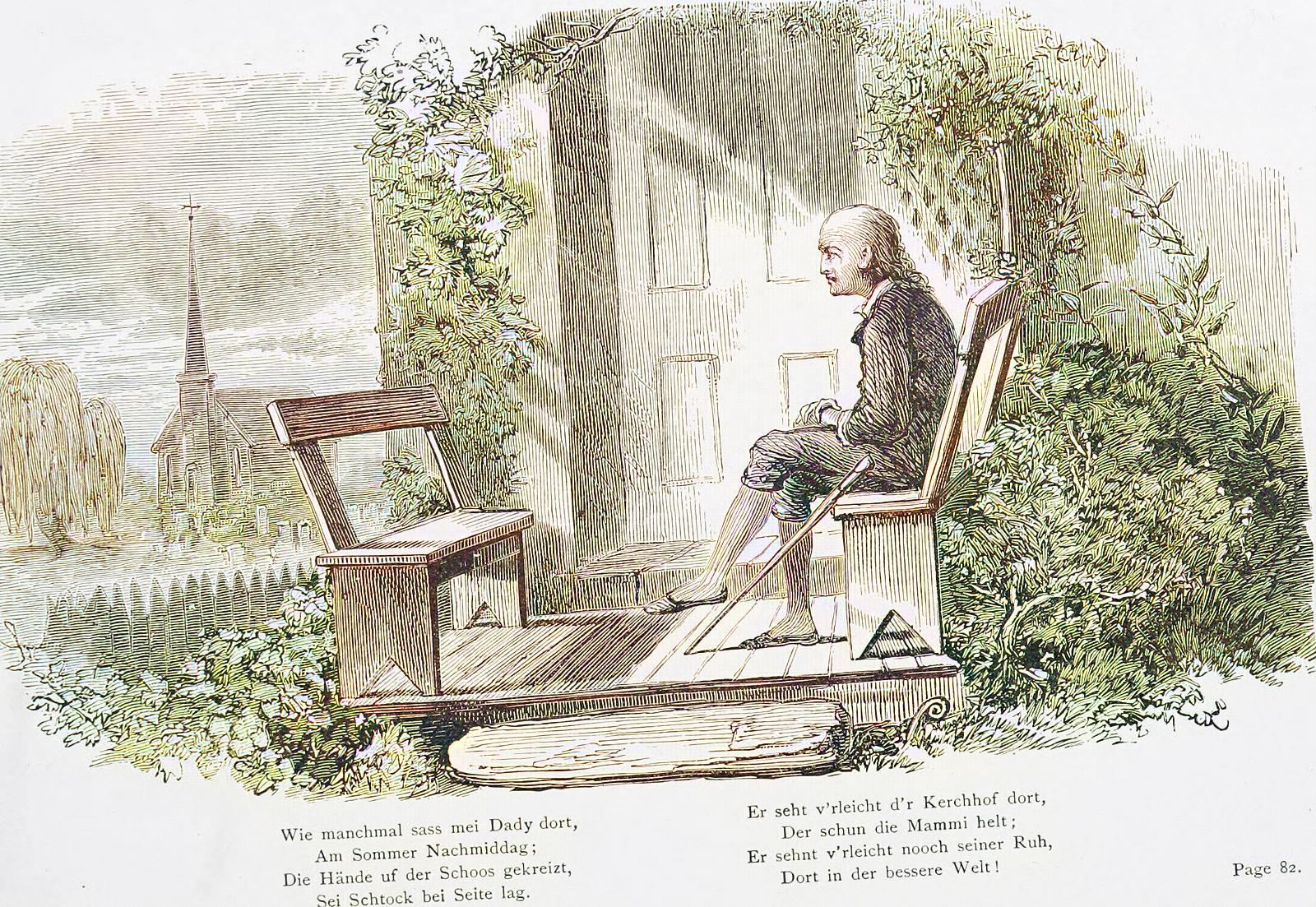
L'écrivain dutch, le poème est en dutch, illustration de 1870.

La Pennsylvanie est encore l'état comptant le plus de descendants d'émigrants germanophones aux Etats-Unis, soit 2 915 000 en 2020 (22,8 % de sa population).

## Géographie

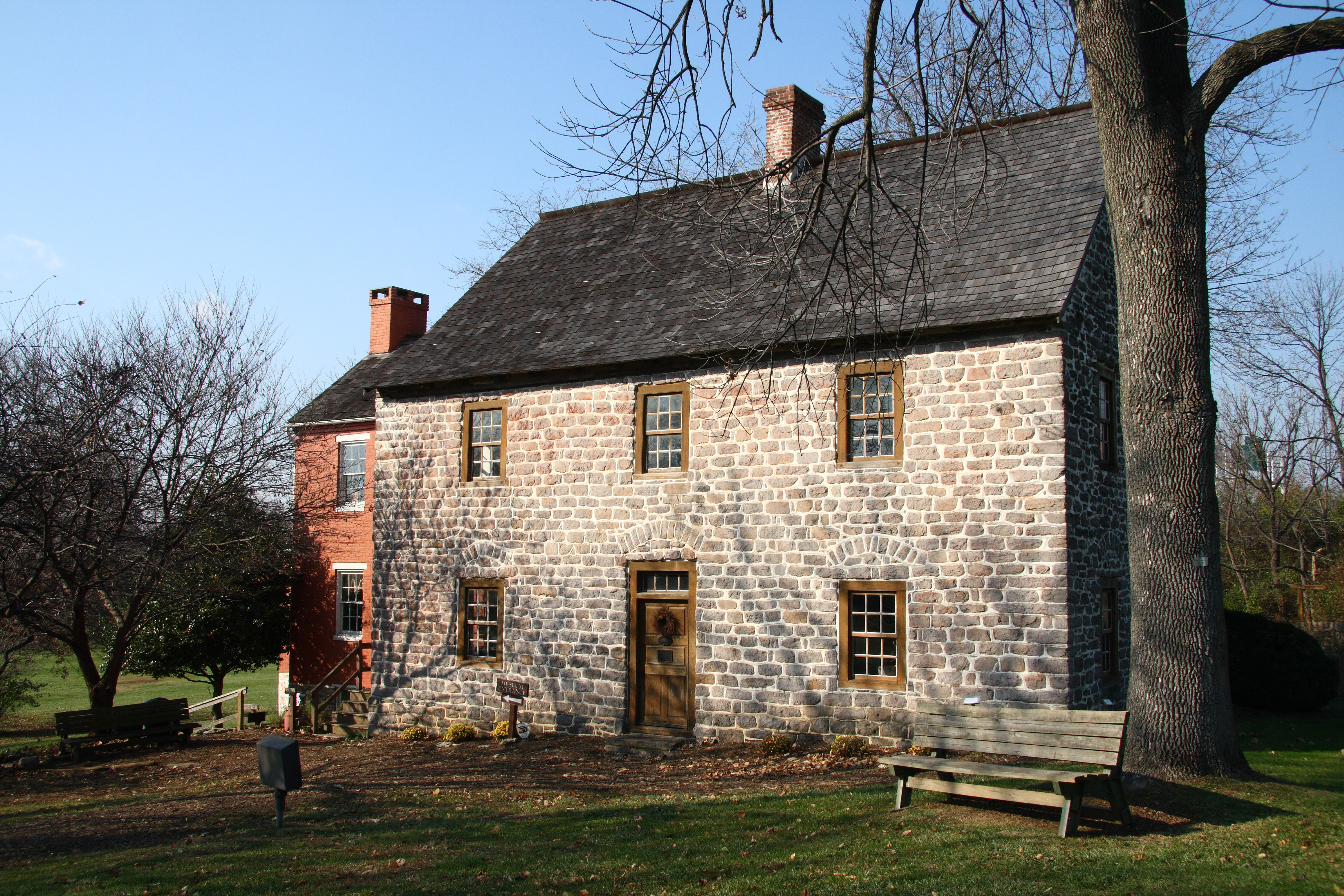
Grande Pennsylvanie : la maison Schifferstadt à Frederick (Maryland), la plus ancienne maison de Frederick. Elle a été bâtie par des immigrants Deitsche en 1756.

Géographiquement, la zone appelée pays amish/dutch est centrée sur les villes d'Allentown, Hershey, Lancaster, Reading et York. Le Pennsylvania Dutch Country comprend les comtés de Lancaster, York, Adams, Franklin, Dauphin, Cumberland, Liban, Berks, Northampton, Montgomery, Lehigh, Schuylkill, Snyder, Union, Juniata, Mifflin, Huntingdon, Northumberland et Centre. Les immigrants germanophones de Pennsylvanie se seraient propagés de cette zone vers l'extérieur des frontières de la Pennsylvanie entre les montagnes le long des vallées fluviales dans le Maryland voisin (comtés de Washington, Frederick et Carroll), la Virginie-Occidentale, le New Jersey (comtés de Warren et du nord de Hunterdon), la Virginie (vallée de la Shenandoah), et la Caroline du Nord. Le Nord et le Sud du Maryland furent ainsi majoritairement peuplés par des Deitsche. L'ensemble de la région de peuplement aux États-Unis a été historiquement appelée Grande Pennsylvanie. La diaspora germanophone historique de Pennsylvanie en Ontario, au Canada, a été appelée Petite Pennsylvanie.
La région se situe dans le Piedmont des Appalaches. Le paysage est marqué par des collines boisées, des vallées profondes et des sols fertiles. La rivière Susquehanna traverse la région et assure son drainage.

## Histoire

### XIXesiècle
De nombreux germanophones de Pennsylvanie sont des descendants de réfugiés palatins. Ces colons germanophones venaient de plusieurs contrées et d'horizons religieux divers, mais la plupart se sont assimilés à la langue et à la culture anglo-américaines à partir de la seconde moitié du XIXe siècle du fait des efforts d'évangélisation en anglais et de l'interdiction de l'enseignement en allemand.

À l'origine, l'économie de la région était presque entièrement rurale et agricole, basée sur le rêve des immigrants d'améliorer leur sort en devenant propriétaires de leur ferme. Les petits commerçants indispensables à une économie rurale, comme les forgerons, les charrons, les meuniers et les magasiniers, constituaient l'essentiel de l'économie non agricole. Au XIXe siècle, une petite classe instruite, comprenant les ministres des cultes luthérien et réformé, a commencé à émerger. Les séminaires de Pennsylvanie les ont éduqués en haut allemand afin qu'ils puissent prêcher à leurs ouailles de manière savante.

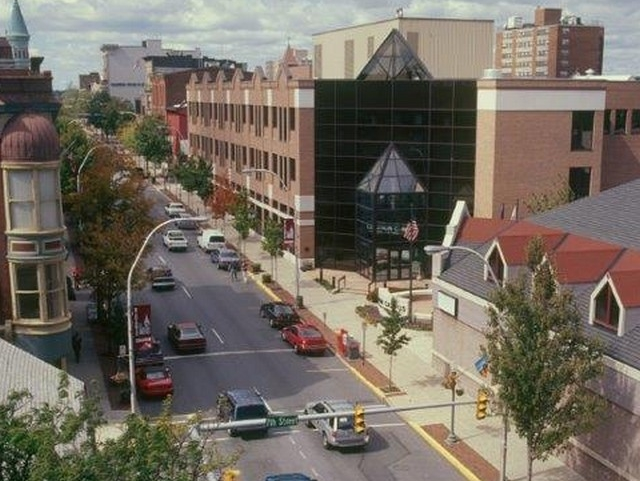
Lebanon, une ville dutch moderne (Fancy dutch ou Allemands de Pennsylvanie assimilés)

L'avènement de la révolution industrielle a apporté des technologies basées sur le charbon, le fer, les canaux et les chemins de fer, mais les Deitsche, ignorant l'anglais et manquant de liens avec l'establishment anglophone, n'ont pas été en mesure de s'engager dans l'entrepreneuriat à grande échelle. Henry William Stiegel (en) de Manheim actionnaire d'entreprises de verreries et de sidérurgie représente cependant une exception de taille. Par conséquent, les grandes entreprises qui ont marqué la moitié orientale industrialisée de la région, telles que la Lehigh Coal and Navigation Company (distributeur du charbon de marque "Old Company's Lehigh"), la Lehigh Valley Railroad (chemin de fer) et la Bethlehem Iron Company (plus tard connue sous le nom de Bethlehem Steel) ont été fondées par des résidents anglophones des régions de Philadelphie et de New York. Les anglophones (appelés simplement par les Deitsche  « les Anglais ») dominaient les postes de direction et d'ingénierie de ces entreprises, et les Deitsche fournissaient les cols bleus et la maîtrise. La région est traversée par la plus ancienne ligne de chemin de fer des États-Unis (voir Railroad Museum of Pennsylvania, Strasburg).

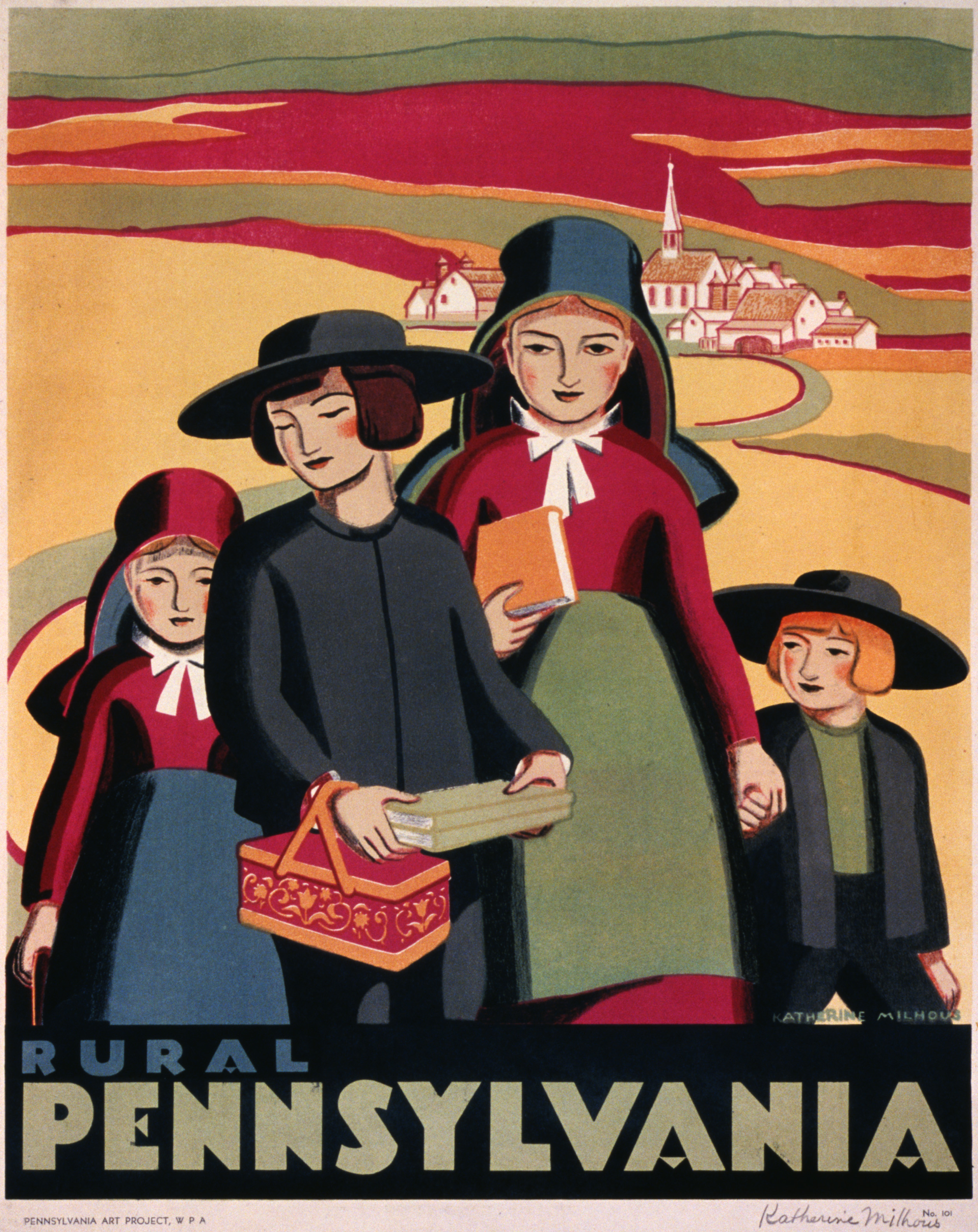
Dutch, vers 1938.

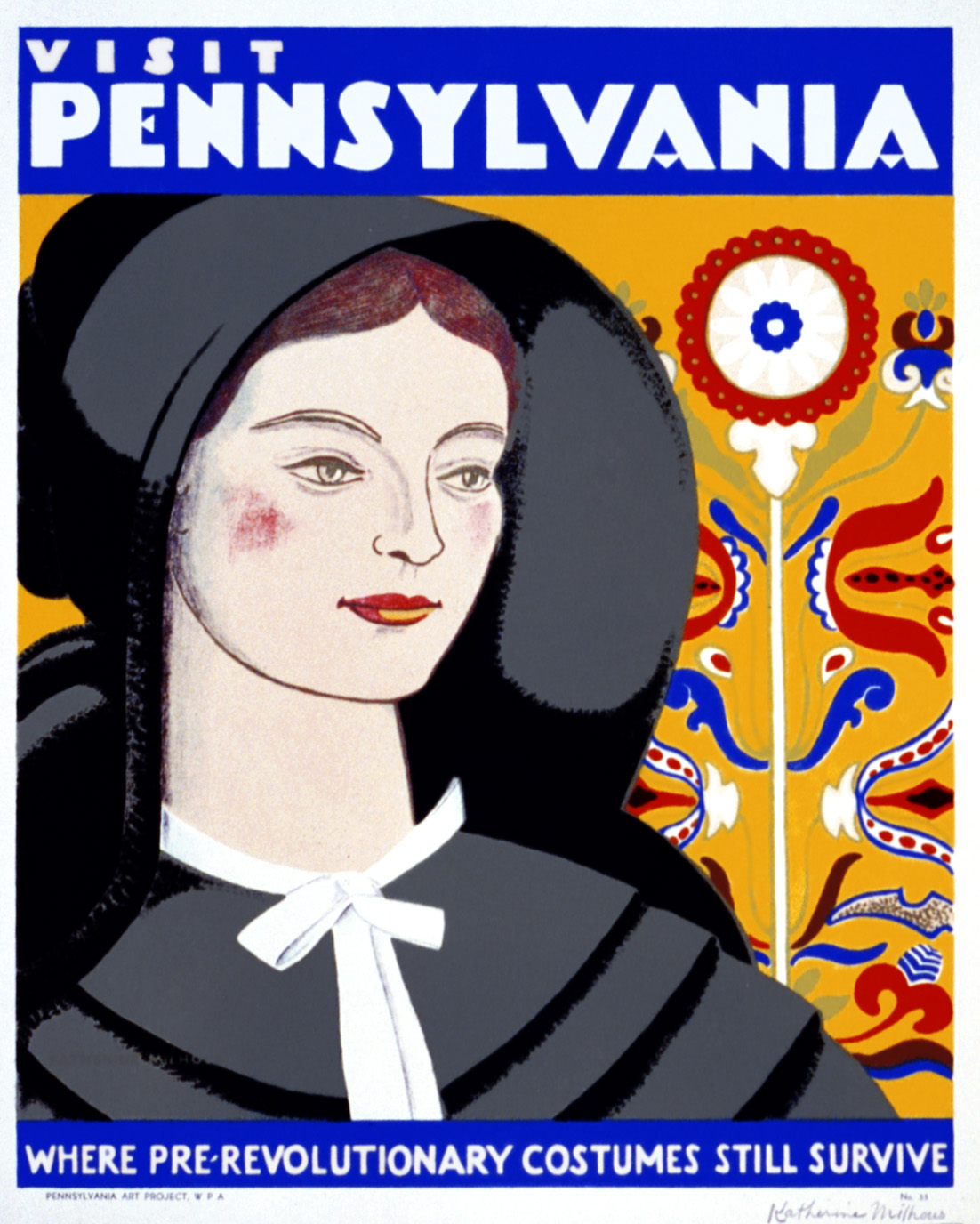
Une Dutch de Pennsylvanie sur une affiche touristique de la Works Progress Administration pour le pays dutch, vers 1938.

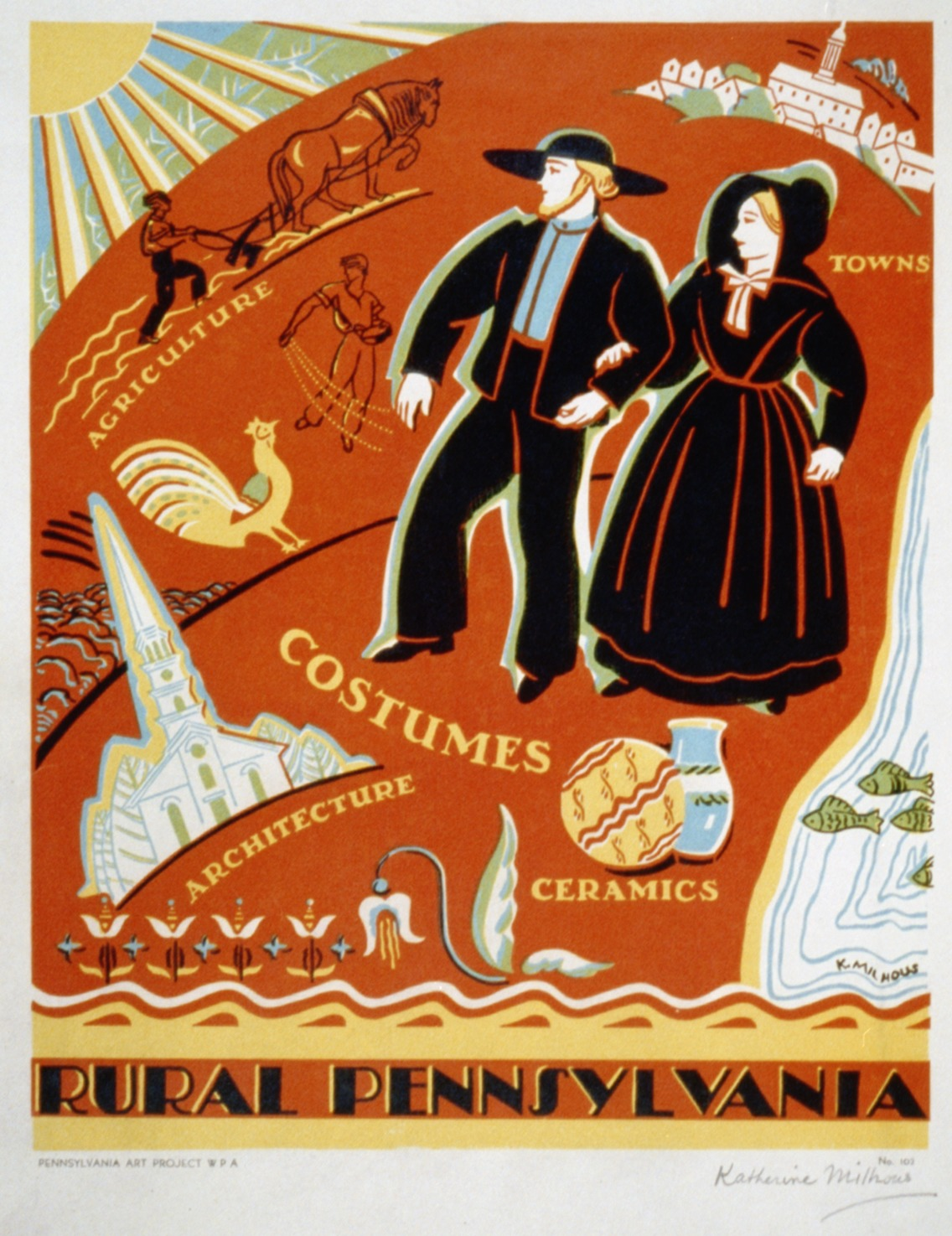
Dutch, vers 1938.

Au fur et à mesure que la technologie progressait à la fin du XIXe siècle, des entreprises de haute technologie telles que Mack Trucks et New Jersey Zinc se sont également installées dans la région. Au fur et à mesure que les industries locales se développaient, des immigrants d'Europe centrale (principalement de Slovaquie, de Pologne et de Hongrie) ont été recrutés pour les postes peu qualifiés, et les Deitsche les plus établis ont conservé les postes de cols bleus et de maîtrise. L'influence allemande à l'atelier était si grande que certains immigrants slaves (parfois déjà bilingues allemand-langue slave d'origine) sont devenus bilingues dans leur langue maternelle et en allemand de Pennsylvanie alors qu'ils ne maîtrisaient pas encore l'anglais.

### XXesiècle

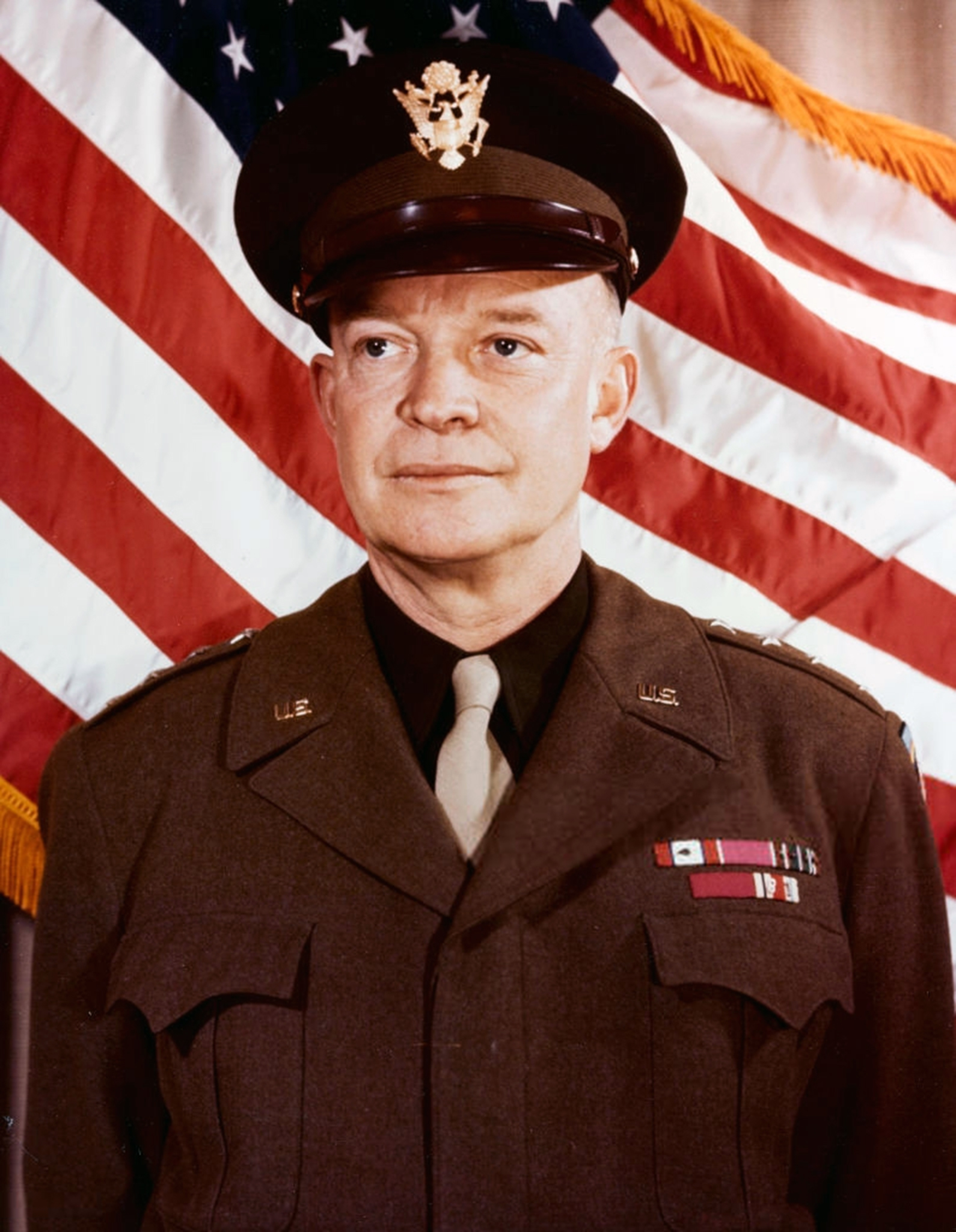
Le général et président Dwight D Eisenhower descendait d'un émigrant Palatine Dutch, Eisenhauer, originaire de Grossrosseln (Grande Rosselle, aujourd'hui dans la Sarre). La famille s'était d'abord établie à Lancaster

Le processus d'assimilation s'est poursuivi au tournant du XXe siècle avec la Première Guerre mondiale et l'avènement de l'enseignement public obligatoire jusqu'à l'âge de 16 ans, l'influence des médias anglophones, des communications, l'urbanisation et une mobilité accrue. En outre, de nombreux Allemands-Américains ont dissimulé leur appartenance ethnique avec la montée du sentiment et de la propagande anti-allemands.

Une jeune Amish de Lancaster et ses bretzels.

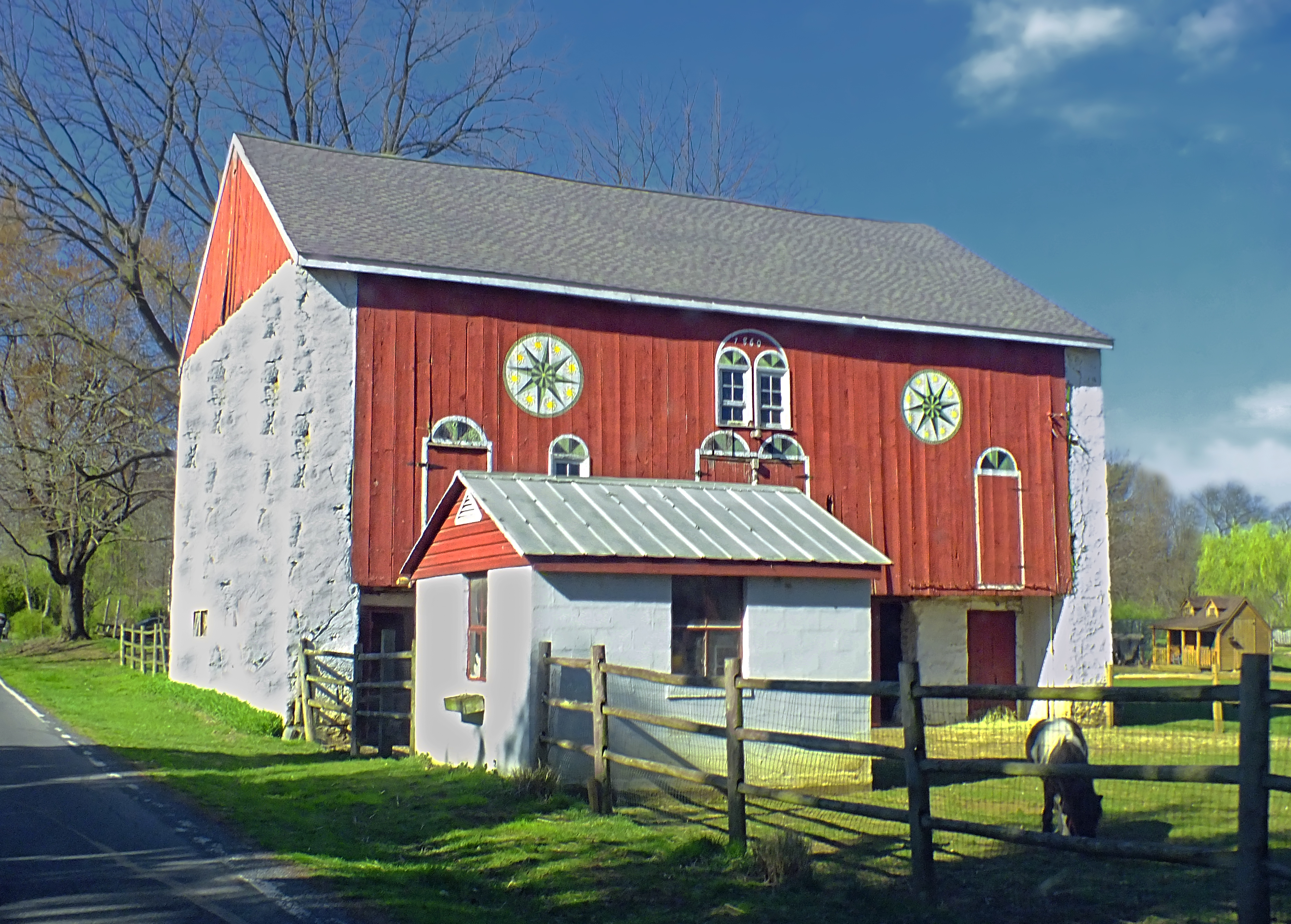
Grange avec emblèmes deitsch en Pennsylvania Dutch Country dans le comté de Berks.

Au XXe siècle, cependant, l'éducation publique universelle en anglais et l'accès relativement facile à l'enseignement supérieur ont effacé de nombreux éléments qui faisaient du pays dutch une région particulière des États-Unis. L'ère de l'information et de la mondialisation a considérablement réduit la dépendance de la région aux emplois industriels. La partie orientale de la région (comtés de Northampton, Lehigh et Berks) est désormais dominée par des emplois de cols blancs formés aux techniques de l'information. Leurs habitants sont parfois appelés fancy Dutch ou high Dutch (allemands modernes, litt. Allemands distingués).
Les comtés de l'ouest de la région ont également connu l'industrialisation, Hershey Foods en étant l'exemple le plus notable, mais elle était moins intense et l'agriculture est restée dominante dans l'économie. Au milieu du XXe siècle, des entrepreneurs amish et non amish ont commencé à promouvoir la région en tant que destination touristique.

### XXIesiècle
Bien qu'il y ait encore beaucoup d'Amish qui tentent de suivre leur mode de vie traditionnel, le tourisme et la croissance démographique ont considérablement changé l'apparence et l'originalité culturelle de la région. Celle-ci se trouve à moins de 50 miles de Philadelphie, Baltimore et Harrisburg et est située sur le bord ouest du BosWash, la mégalopole de la côte Est qui s'étend de Washington, DC à Boston. Elle en a subi l'influence. Les habitants qui suivent le mode de vie traditionnel sont aussi appelés plain Dutch (Allemands simples en référence à leurs habits modestes et en opposition aux fancy dutch ou Allemands assimilés qui ont adopté les modes vestimentaires yankee et un style de decorum jugé tapageur).
Ce sont ces plain Dutch, amish de l'ancien ordre et mennonites de l'ancien ordre, qui ont résisté avec le plus de succès aux efforts d'urbanisation et qui ont conservé des aspects de leur mode de vie du XVIIIe siècle, y compris le dialecte deitsch ; malgré tout, ces groupes ont considérablement changé au cours des deux cents dernières années. Néanmoins, pour les groupes de l'ancien ordre, le changement a été plus lent et, progressivement, ils se sont davantage différenciés des autres groupes alors que la population rurale et urbaine environnante de Pennsylvanie changeait.

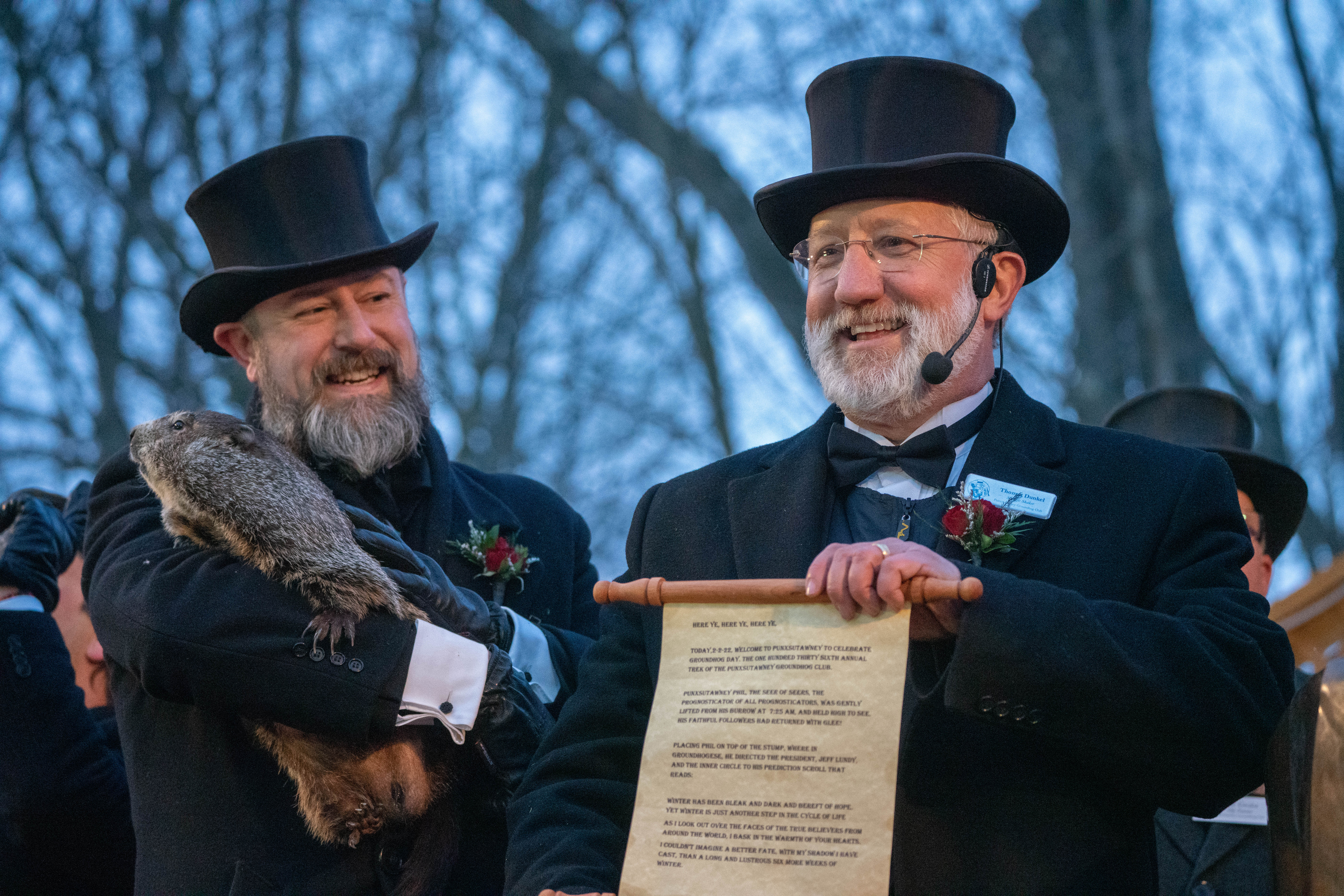
Le Jour de la marmotte en 2022 à Punxsutawney,

Le tourisme industriel pennsylvanien vent souvent des thèmes folkloriques relevant des fancy dutch, comme le carnaval (Shrove tuesday, mardi-gras) et le célèbre Jour de la marmotte, héritage de traditions rhénanes (Fastnacht souabe et alémanique, Dachstag de Westphalie, lit. : jour du blaireau), en les mêlant à des traditions amish ou mennonnites, ce qui est dénoncé par les intéressés plus stricts mais finalement moins attachés au folklore (voir Dutch Wonderland).

## Spécialités culinaires
- Bretzel
- Funnel cake
- Shoofly pie (en), tarte à la mélasse
- Chow-chow (food) (en), relish (sorte de chutney)[25].

## Emplacements notables
- Basilique du Sacré-Cœur de Conewago
- Strasburg Rail Road (en)
- Colonial Germantown Historic District (en)
- District historique des Frères moraves de Lititz (en)
- Dutch Wonderland